# 新川地域介護保険・ケーブルテレビ事業組合
新川地域介護保険・ケーブルテレビ事業組合（にいかわちいきかいごほけん・ケーブルテレビじぎょうくみあい）は、富山県の黒部市・下新川郡入善町・朝日町で組織される一部事務組合である。

## 概要
2016年（平成28年）4月、新川地域介護保険組合が新川広域圏事務組合 よりケーブルテレビ（CATV）事業を移管されたことに伴い、組合の名称を変更し発足。介護保険事業とCATV事業を前述の1市2町で行っている。
なお、前身である新川地域介護保険組合は1999年（平成11年）4月30日設立、2000年（平成12年）度より介護保険事業を行っている。
本項目では、新川地域介護保険・ケーブルテレビ事業組合のケーブルテレビ事業課（CATV放送センター）が行うCATV事業について記載する。

## 事業所所在地
- 組合事務所・総務課（介護保険事業） - 富山県黒部市北新199
- ケーブルテレビ事業課・CATV放送センター・みらーれTV窓口 - 富山県下新川郡入善町上野2793-1（入善町健康交流プラザ サンウェル内）[4]
- メルシー窓口 - 富山県黒部市新牧野311（黒部ショッピングセンター メルシー内）[5]

## 構成団体・サービスエリア
富山県
- 黒部市[6]
- 下新川郡入善町[6]
- 下新川郡朝日町[6]

## ケーブルテレビ事業概要
2003年（平成15年）4月17日、新川広域圏事務組合により新川広域圏事務組合ケーブルテレビ（にいかわこういきけんじむくみあいケーブルテレビ）として開局。2016年（平成28年）4月にCATV事業が当組合に移管され、CATVの名称を新川地域介護保険・ケーブルテレビ事業組合ケーブルテレビ へ変更した。2019年（平成31年）4月より株式会社新川コミュニティ放送（ラジオ・ミュー）が指定管理者としてCATV事業を運営している。
テレビ放送・インターネット・IP電話・直収電話を取り扱う。2022年（令和4年）4月1日より提供されているFTTHサービス「みらーれTV光サービス」は組合直営のサービスであるが、かつてのHFCサービスのネット・IP電話についてはインターネットプロバイダの 株式会社ニイカワポータル により実施されていたが、2025年（令和7年）3月31日で終了となった。
愛称は、富山弁で「見てください」を意味する「見られ」からみらーれTV（みらーれティーヴィ―）。公式サイト内にはみらーれテレビの表記も見られる。

## 放送チャンネル

### 地上波系列別再送信局
| NHK-G   | NHK-E   | NNN/NNS    | ANN          | JNN                | TXN | FNN/FNS    | JAITS |
| ------- | ------- | ---------- | ------------ | ------------------ | --- | ---------- | ----- |
| NHK富山 | NHK富山 | 北日本放送 | 北陸朝日放送 | チューリップテレビ |     | 富山テレビ |       |

### テレビ局
- ★印は個別契約が必要なチャンネルを表す。
- コースごとの視聴の可否については公式サイトのチャンネルのご案内を参照。

| チャンネル       | 放送局                                            |
| 地上波・自主放送 | 地上波・自主放送                                  |
| ---------------- | ------------------------------------------------- |
| 011              | 北日本放送                                        |
| 021              | NHK富山Eテレ                                      |
| 031              | NHK富山総合                                       |
| 051              | 北陸朝日放送                                      |
| 061              | チューリップテレビ                                |
| 081              | 富山テレビ                                        |
| 091              | 行政・コミュニティ（みらーれTV）                  |
| 093              | お天気チャンネル                                  |
| BS放送           |                                                   |
| 101              | NHK BS                                            |
| 141              | BS日テレ                                          |
| 151              | BS朝日                                            |
| 161              | BS-TBS                                            |
| 171              | BSテレ東                                          |
| 181              | BSフジ                                            |
| 191              | ★WOWOWプライム                                    |
| 192              | ★WOWOWライブ                                      |
| 193              | ★WOWOWシネマ                                      |
| 200              | BS10                                              |
| 201              | ★BS10スターチャンネル                             |
| 211              | BS11 イレブン                                     |
| 222              | BS12 トゥエルビ                                   |
| 231・232         | 放送大学テレビ                                    |
| 260              | J:COM BS                                          |
| 265              | BSよしもと                                        |
| 531              | 放送大学ラジオ                                    |
| 4K放送           |                                                   |
| 101              | NHK BSプレミアム4K                                |
| 141              | BS日テレ4K                                        |
| 151              | BS朝日4K                                          |
| 161              | BS-TBS4K                                          |
| 171              | BSテレ東4K                                        |
| 181              | BSフジ4K                                          |
| 211              | ショップチャンネル 4K                             |
| 221              | 4K QVC                                            |
| CS放送           |                                                   |
| 401（4K）        | satonoka 4K                                       |
| 402              | satonoka TV                                       |
| 410              | J SPORTS 3                                        |
| 411              | スカイA                                           |
| 412              | GAORA SPORTS                                      |
| 413              | J SPORTS 1                                        |
| 414              | J SPORTS 2                                        |
| 415              | ★J SPORTS 4 HD                                    |
| 417              | ゴルフネットワーク                                |
| 418              | 日テレジータス                                    |
| 419              | ★FIGHTING TV サムライ                             |
| 420              | ムービープラス                                    |
| 421              | 日本映画専門チャンネル                            |
| 422              | 映画・チャンネルNECO                              |
| 423              | V☆パラダイス                                      |
| 424              | WOWOWプラス 映画・ドラマ・スポーツ・音楽          |
| 425              | ★東映チャンネル                                   |
| 426              | ★衛星劇場 HD                                      |
| 430              | ファミリー劇場                                    |
| 432              | アクションチャンネル                              |
| 433              | Dlife                                             |
| 434              | 時代劇専門チャンネル                              |
| 437              | ミステリーチャンネル                              |
| 438              | ★TBSチャンネル1 最新ドラマ・音楽・映画            |
| 441              | アニマックス                                      |
| 442              | キッズステーション                                |
| 444              | ★アニメシアターX（AT-X）                          |
| 445              | ★テレ朝チャンネル1                                |
| 446              | ホームドラマチャンネルHD 韓流・時代劇・国内ドラマ |
| 447              | TBSチャンネル2 名作ドラマ・スポーツ・アニメ       |
| 451              | 日経CNBC                                          |
| 452              | 日テレNEWS24                                      |
| 454              | TBS NEWS                                          |
| 455              | ヒストリーチャンネル 日本・世界の歴史&エンタメ    |
| 456              | ディスカバリーチャンネル                          |
| 458              | テレ朝チャンネル2                                 |
| 459              | ナショナル ジオグラフィック                       |
| 460              | ミュージック・エア                                |
| 461              | MUSIC ON! TV（エムオン!）                         |
| 462              | スペースシャワーTV                                |
| 464              | 歌謡ポップスチャンネル                            |
| 470              | 囲碁・将棋チャンネル                              |
| 471              | ショップチャンネル                                |
| 472              | QVC                                               |
| 473              | ジュエリー☆GSTV                                   |
| 476              | 釣りビジョン                                      |
| 477              | 旅チャンネル                                      |
| 479              | エンタメ〜テレ☆シネドラバラエティ                 |
| 480              | MONDO TV                                          |
| 483              | ダンスチャンネル by エンタメ〜テレ                |
| 485              | ★グリーンチャンネル                               |
| 486              | ★グリーンチャンネル2                              |
| 487              | ★レジャーチャンネル                               |
| 488              | ★SPEEDチャンネル                                  |
| 489              | ★富山競輪チャンネル                               |
| 495              | ★Mnet HD                                          |
| 496              | ★KNTV HD                                          |
| 497              | アジアドラマチックTV（アジドラ）                  |
| 498              | ★フジテレビNEXTライブ・プレミアム                 |

- 地上波・BS・BS4Kはパススルー方式で送信しているため、市販のテレビ等のチューナー内蔵機器で視聴可能（BS・BS4Kはエコノミーコースを除く）。
- J:COM BS・BSよしもとはSTBでは視聴不可。
- CS放送は日本デジタル配信（JDS）を採用（2010年8月まではジャパンケーブルキャスト（JC-HITS）だった）。
- 2011年3月14日 - 2015年3月31日は地上波とBSの一部チャンネルのデジアナ変換サービスを実施していた。アナログ多チャンネルサービスは、2011年7月末日に終了。

### ラジオ局
| MHz  | 放送局         |
| ---- | -------------- |
| 76.7 | ラジオ・ミュー |
| 80.7 | KNBラジオ      |
| 82.1 | NHK富山FM      |
| 83.3 | FMとやま       |

- FMラジオの再送信は老朽化した受信設備の交換の為、2015年4月1日 - 8月16日に一時中断していた。

## サービス内容

### テレビ
光テレビ（視聴可能な放送）
- エコノミー（地上波・自主）
- スタンダード
  - STB（地上波・自主・BS）
  - パススルー（地上波・自主・BS・4K）
- プレミアム（地上波・自主・BS・CS）
- プレミアム4K（地上波・自主・BS・CS・4K）

### インターネット
みらーれネット（下り・上り最大速度）
- ベーシック（30Mbps）
- スタンダード（100Mbps）
- スーパー（300Mbps）
- エクストリーム（1Gbps）
- ハイスペック（10Gbps、法人のみ）

みらーれTVインターネット（下り・上り最大速度、2025年3月31日で終了予定）
- 個人向け
  - ベーシック（1Mbps・512Kbps）
  - スタンダード（5Mbps・1Mbps）
  - スーパー（20Mbps・2Mbps）
  - 光ハイブリッド120（120Mbps・2Mbps）
- 法人向け
  - ビジネススーパー（20Mbps・2Mbps）
  - ビジネスエクスプレス120（120Mbps・2Mbps）

### 電話
- 光電話（ケーブルプラス電話）